# Jean-François Roger
Jean-François Roger (* 17. April 1776 in Langres; † 1. März 1842 in Paris) war ein französischer Politiker, Schriftsteller und Mitglied der Académie française.

## Leben
Jean-François Roger (auch: François Roger) besuchte Schulen in Langres und Paris. Als 16-jähriger Komponist anti-revolutionärer Lieder wurde er denunziert und kam 1793–1794 mitsamt Familie für 17 Monate ins Gefängnis. Er studierte Rechtswissenschaft und wurde im Innenministerium angestellt. Dort leistete er sich weitere Provokationen, genoss aber die Protektion von Hugues-Bernard Maret. Eine Zeit lang war er Sekretär von Antoine Français de Nantes. 1807 wurde er Abgeordneter im Corps législatif und 1809 dank Louis de Fontanes Inspektor des Unterrichtswesens. In der Zeit der Restauration war er von 1824 bis 1830 Abgeordneter. 1817 wurde er in die Académie française (Sitz Nr. 26) gewählt, 1823 geadelt.

## Werke (Auswahl)

### Bühnenwerke (soweit übersetzt)
- Caroline ou le Tableau. Comédie en un acte, en vers. Paris 1800.
  - (italienisch) Carolina, ossia il Quadro. Farsa del Signor F. Roger. Venedig 1804.
- L'avocat. Comedie en trois actes en vers. Migneret, Paris 1806.
  - (spanisch) El abogado. Comedia en tres actos y en prosa. Madrid 1807.
- (mit Auguste Creuzé de Lesser) La Revanche. Comédie en 3 actes et en prose. Paris 1817, 1823.
  - (schwedisch) Den Höge rivalen eller Lika mot lika. Komedi i 3 akter. Stockholm 1827.

### Weitere Werke
- Charles Nodier (Hrsg.): Oeuvres diverses de M. Roger. Fournier, Paris 1835.